# Гелієн (Мічиган)
Гелієн (англ. Galien) — селище (англ. village) в США, в окрузі Беррієн штату Мічиган. Населення — 513 особи (2020).

## Географія
Гелієн розташований за координатами 41°48′6″ пн. ш. 86°29′58″ зх. д. / 41.80167° пн. ш. 86.49944° зх. д. (41.801592, -86.499565).  За даними Бюро перепису населення США в 2010 році селище мало площу 1,07 км², уся площа — суходіл.

## Демографія
Згідно з переписом 2010 року, у селищі мешкало 549 осіб у 227 домогосподарствах у складі 133 родин. Густота населення становила 511 особа/км².  Було 255 помешкань (237/км²).
Расовий склад населення:
| - 96,4 % — білих - 1,1 % — чорних або афроамериканців - 0,9 % — корінних американців - 0,2 % — азіатів |

До двох чи більше рас належало 1,3 %. Частка іспаномовних становила 1,8 % від усіх жителів.
За віковим діапазоном населення розподілялося таким чином: 24,0 % — особи молодші 18 років, 60,3 % — особи у віці 18—64 років, 15,7 % — особи у віці 65 років та старші. Медіана віку мешканця становила 37,6 року. На 100 осіб жіночої статі у селищі припадало 101,1 чоловіків;  на 100 жінок у віці від 18 років та старших — 94,9 чоловіків також старших 18 років.
Середній дохід на одне домашнє господарство  становив 48 547 доларів США (медіана — 45 625), а середній дохід на одну сім'ю — 56 007 доларів (медіана — 46 912). Медіана доходів становила 36 000 доларів для чоловіків та 30 417 доларів для жінок. За межею бідності перебувало 17,6 % осіб, у тому числі 21,7 % дітей у віці до 18 років та 40,4 % осіб у віці 65 років та старших.
Цивільне працевлаштоване населення становило 273 особи. Основні галузі зайнятості: виробництво — 22,0 %, мистецтво, розваги та відпочинок — 20,9 %, транспорт — 13,6 %, освіта, охорона здоров'я та соціальна допомога — 9,2 %.